# Hornillos de Cameros
Hornillos de Cameros ist ein Ort und eine zur bevölkerungsarmen Serranía Celtibérica gehörende Gemeinde (municipio) mit nur noch 12 Einwohnern (Stand: 2024) in der Autonomen Gemeinschaft La Rioja im Norden Spaniens.

## Lage und Klima
Der Ort Hornillos de Cameros liegt in einem Seitental des Río Leza gut 45 km (Fahrtstrecke) südlich der Provinzhauptstadt Logroño in einer Höhe von ca. 1150 m. Soria, die Hauptstadt der südlich an die Rioja angrenzenden altkastilischen Provinz, befindet sich ca. 72 km südlich. Das Klima ist gemäßigt bis warm; Regen (ca. 705 mm/Jahr) fällt hauptsächlich im Winterhalbjahr.

## Bevölkerungsentwicklung
| Jahr      | 1857 | 1900 | 1950 | 2001 | 2018 |
| Einwohner | 222  | 203  | 115  | 18   | 18   |

Infolge der Mechanisierung der Landwirtschaft, der Aufgabe bäuerlicher Kleinbetriebe und des daraus resultierenden geringeren Arbeitskräftebedarfs ist die Einwohnerzahl des Bergorts seit Beginn des 20. Jahrhunderts deutlich zurückgegangen (Landflucht).

## Wirtschaft
Die Gemeinde war jahrhundertelang zum Zweck der Selbstversorgung landwirtschaftlich orientiert, wobei die Viehwirtschaft (Milch, Käse, Fleisch) im Vordergrund stand; aus der Schafwolle wurden Weberzeugnisse hergestellt, die auch getauscht oder verkauft werden konnten. Heute werden vor allem im Sommerhalbjahr Ferienwohnungen (casas rurales) vermietet.

## Geschichte
Keltiberische, römische, westgotische und selbst islamisch-maurische Siedlungsspuren wurden auf dem Gemeindegebiet nicht entdeckt. Das hochgelegene Gebiet diente jahrhundertelang als Sommerweide für Schafe und Ziegen. Eine militärische Rückeroberung (reconquista) durch die Christen fand wohl nicht statt, doch wurde die Region (wahrscheinlich als Rückzugsgebiet der Christen) vor und während der Repoblación allmählich besiedelt. Seit etwa 1040 gehörte die Gegend zur von García Sánchez III. von Navarra geschaffenen Grundherrschaft (señorio) der Tierra de Cameros. Erstmals namentlich erwähnt wird der Ort in einer Schenkungsurkunde des Klosters San Millán de la Cogolla aus dem Jahr 1104. Im Mittelalter war die Region zeitweise zwischen den Königreichen Kastilien und Navarra umstritten. Im Jahr 1366 gab der proklamierte kastilische König Heinrich von Trastamara das Gebiet der Cameros an seinen Getreuen Juan Ramírez de Arellano, dem späteren Grafen von Aguilar, dessen Nachfahren lange Zeit die Grundherrschaft ausübten. Nach der Abschaffung der Grundherrschaften im Jahr 1811 gehörte sie zur Provinz Soria und kam erst im Jahr 1833 zur neugeschaffenen Provinz Logroño, aus der später die Region La Rioja hervorging.

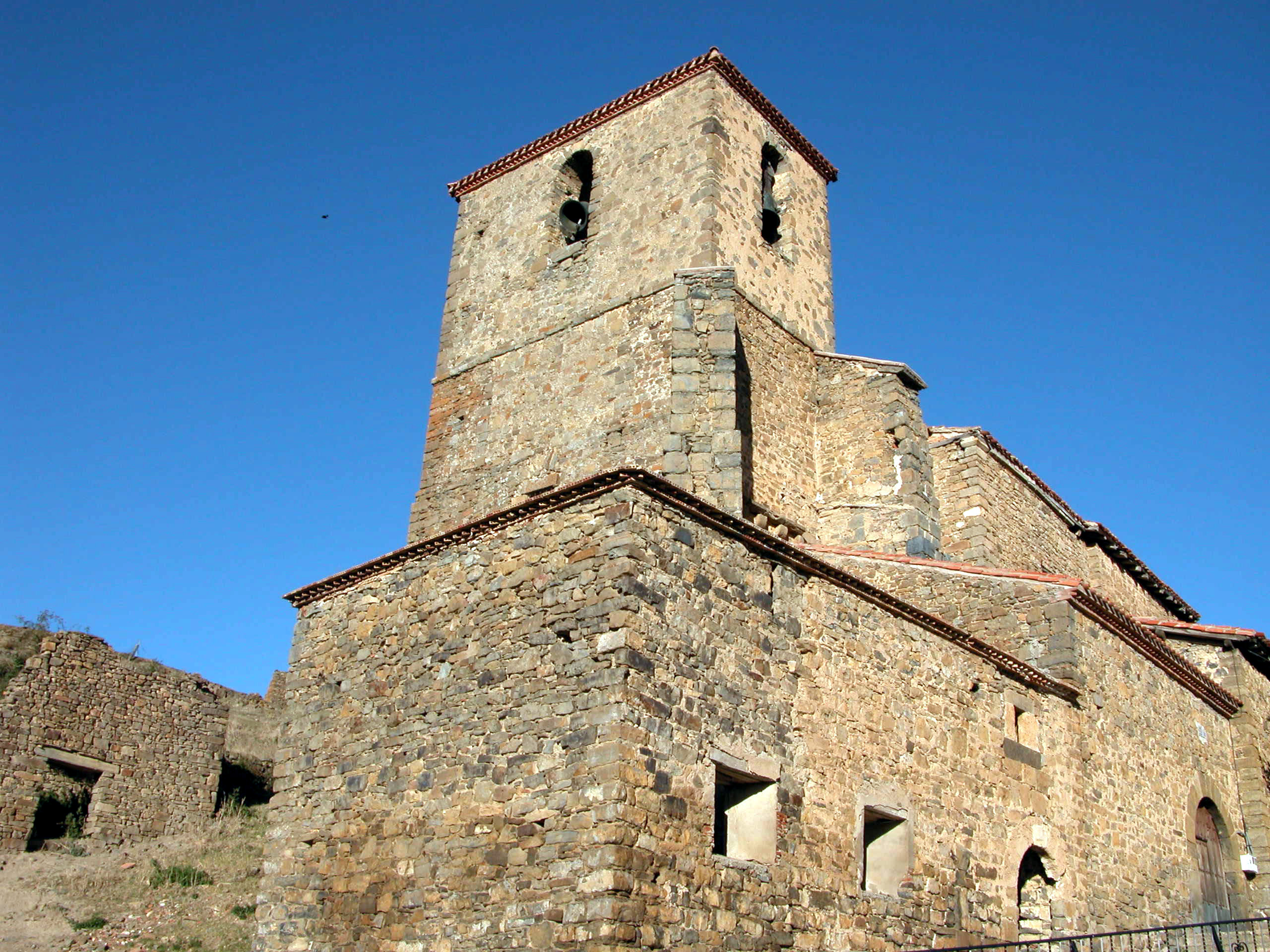
Iglesia de N. S. de la Asunción

## Sehenswürdigkeiten
- Die im 17. Jahrhundert entstandene einschiffige Iglesia de Nuestra Señora de la Asunción ist der Himmelfahrt Mariens geweiht. Der Glockenturm (campanario) befindet sich vor der Westseite der Kirche; der Eingang liegt – wie in der Region üblich – auf der Südseite.
- Zur Gemeinde gehören zwei Einsiedlerkapellen: Ermita de San Adrian und Ermita de la Virgen de los Remedios.
- Im Ort steht ein früher viel genutzter Eiskeller (nevera).